# Tamsir Mbowe
Tamsir Mbowe (* 9. Februar 1964 in Bathurst, heute Banjul) war Minister für Gesundheit und Soziales (Secretary of State for Health and Social Welfare) des westafrikanischen Staates Gambia.

## Leben
Nach seiner Schulbildung studierte Tamsir Mbowe zunächst 1985–1986 an der Obafemi Awolowo University in Ile-Ife, Nigeria. Sein erster Auslandsaufenthalt führte ihn nach Luhansk, Ukraine, wo er 1988 bis 1994 an der Staatlichen Medizinischen Universität beschäftigt war. Anschließend von 1995 bis 1997 war er an dem Korle Bu Teaching Hospital in Accra, Ghana. Die Zeit von 1998 bis 1999 verbrachte Mbowe in Irland an der Universität Dublin. Bei seiner medizinischen Bildung hatte er sich auf Gynäkologie, Reproduktionsmedizin und Familienplanung spezialisiert.
Mbowe hatte unter anderem mehr als 3000 Kaiserschnitte und fast 6000 Entfernungen der Gebärmutter praktiziert. Weiterhin ist er medizinischer Berater zweier Kliniken in Gambia. Am 4. März 2005 wurde er zum Nachfolger von Yankuba Gassama als Minister für Gesundheit und Soziales ernannt. In dieser Funktion wurde Mbowe mit Wirkung zum 9. November 2007 aus dem Amt entlassen. Nachfolger wurde der Medizinische Leiter des Royal Victoria Teaching Hospital (RVTH) Malick Njie.
Mbowe ist verheiratet und hat vier Kinder.